# Кривонос, Артур Владимирович
Артур Владимирович Кривонос (12 ноября 1972, Минск) — белорусский футболист, левый защитник, тренер.

## Биография
Воспитанник минской СДЮСШОР № 5, первый тренер — Борис Наумович Кауфман. Во взрослом футболе начинал выступать за команды «Трактор» (Минск) и «Автопровод» (Щучин) в первенстве Белорусской ССР среди КФК. После распада СССР некоторое время играл за «Автопровод» на любительском уровне, затем перешёл в клуб второй лиги Беларуси «Кардан Флайерс» (Гродно), где провёл полтора сезона.
В начале 1994 года перешёл в главную команду города Гродно — «Неман». Дебютный матч за клуб в высшей лиге Беларуси сыграл 4 апреля 1994 года против «Фандока» (Бобруйск), заменив на 83-й минуте Анатолия Драчиловского. Свой первый гол забил 20 апреля 1994 года в ворота могилёвского «Торпедо». Всего в составе «Немана» провёл 12 сезонов с перерывом, сыграл за это время в высшей лиге 239 матчей и забил 8 голов, а также провёл 21 матч в Кубках Беларуси. По состоянию на 2019 год, занимает третье место в клубной истории по числу матчей в чемпионатах Беларуси. В 2000 году включался в список 22-х лучших футболистов сезона в стране.
В 2001—2002 годах выступал в России — в первом дивизионе за «Нефтехимик» (Нижнекамск) и во втором дивизионе за «Содовик» (Стерлитамак), затем вернулся в «Неман».
После окончательного ухода из «Немана» играл в первом дивизионе Беларуси за «Гранит» (Микашевичи) и «Динамо-Белкард» (Гродно). В 35-летнем возрасте завершил игровую карьеру, однако в 2011 году, в 38 лет, сыграл ещё один матч ха «Белкард».
Привлекался в национальную сборную Беларуси, но не играл за неё в официальных матчах. 17 февраля 2001 года принял участие в неофициальной игре против команды Узбекистана, вышел на замену в перерыве.
С 2007 года работал в системе клуба «Белкард» — администратором, начальником команды, старшим тренером. В конце сезона 2011 года (с 29 октября) исполнял обязанности главного тренера «Белкарда». С 2013 года работает с молодёжными командами «Немана».